# Alicja
Alicjaⓘ – imię żeńskie.
Może pochodzić od włoskiej, żeńskiej formy imienia Aleksy – Alessis, imię to przyjmowało w językach: niemieckim i angielskim formę Alexia.
Alicja może pochodzić od starogermańskiego imienia Adalheidis, które skracało się do Alis.
Według innej koncepcji imię Alicja pochodzi od greckiego słowa aletheia – prawda, które w średniowiecznej łacinie przyjmowało formy: Alitia, Alicia.
Imię to zostało stosunkowo niedawno przejęte z francuskiego. Rozsławiła je powieść Lewisa Carrolla Alicja w Krainie Czarów. Przykładem na jedno z wcześniejszych, pojedynczych nadań Alicji jest wzmianka z Dziennika Poznańskiego o Alicji urodzonej ok. poł. XIX wieku.  Szczyt popularności w XX w. przypadł na lata pięćdziesiąte, kiedy nadano je blisko 46 tysięcy razy.
Na liście najpopularniejszych imion żeńskich w Polsce Alicja zajmuje 30. pozycję, odnotowując 230 221 nadań (według stanu na 18.01.2018 r.). Wśród imion nadawanych nowo narodzonym dzieciom, Alicja w 2017 r. zajmowała 8. miejsce w grupie imion żeńskich. 
Zdrobnienia imienia Alicja: Ala, Alka, Alusia.
Alicja imieniny obchodzi: 15 lutego, 18 kwietnia, 18 maja, 21 czerwca, 1 września.
Odpowiedniki w innych językach:
- angielski: Alice, Alyce, Alys[1]
- białoruski: Alicyja[1]
- czeski: Alice[1]
- esperanto: Alica[8]
- francuski: Alice, Alix[1]
- hiszpański: Alicia[1]
- litewski: Alicija, Alė[1]
- łacina: Alicia[1]
- niemiecki: Alice[1]
- rosyjski: Alisa (Алиса)
- słowacki: Alica[1]
- ukraiński: Alicija[1]
- włoski: Alice[1]

## Osoby noszące imię Alicja
- Alicja Christabel Montagu-Douglas-Scott, księżna Gloucester
- Alicja, księżniczka Hesji, po przejściu na prawosławie Aleksandra Fiodorowna, ostatnia caryca Imperium Rosyjskiego, żona Mikołaja II
- Alicja z Szampanii, królowa Cypru
- Alicja Battenberg, księżna Grecji i Danii
- Alicja Maud Maria Koburg, księżniczka angielska i wielka księżna Hesji
- Alicja Bachleda-Curuś, polska aktorka
- Alicja Bobrowska, Miss Polonia 1957
- Alicia Boole Stott, brytyjska matematyczka
- Alicja Boratyn, polska piosenkarka
- Alice Brady, amerykańska aktorka
- Alicja Czerwińska, uczestniczka powstania warszawskiego
- Alicja Dąbrowska, polska aktorka
- Alicja Dorabialska, polska fizykochemik
- Alycia Debnam-Carey, australijska aktorka
- Jodie Foster, właściwie Alicia Christian Foster, amerykańska aktorka
- Alicja Grześkowiak, polska polityk
- Alicja Halicka, polska malarka
- Alicja Hohermann, polska malarka
- Alicja Jachiewicz, polska aktorka
- Alicja Janosz, polska piosenkarka
- Alicja Joker, Malivia Rec, pseudonim literacki dwóch polskich pisarzy
- Alicja Kaczorowska, polska lekarka, anestezjolog i polityk
- Alicja Maria Kosakowska, polska oceanolog
- Alicja Kotowska, polska zakonnica, błogosławiona Kościoła katolickiego
- Alicia Keys, amerykańska piosenkarka
- Alicia de Larrocha, hiszpańska pianistka
- Alicja Leszczyńska, polska siatkarka
- Ali MacGraw, amerykańska aktorka
- Alicja Majewska, polska piosenkarka
- Alicia Markova, brytyjska tancerką
- Alice Merton, niemiecko-kanadyjsko-brytyjska piosenkarka
- Alicia Molik, australijska tenisistka
- Alicia Beth Moore, amerykańska piosenkarka Pink
- Alice V. Morris, brytyjska lingwistka
- Alicja Musiałowa, polska działaczka państwowa i społeczna w okresie PRL
- Alicja Olechowska, polska polityk
- Alicja Patey-Grabowska, polska poetka
- Alicja Pęczak, polska pływaczka
- Alicja Resich-Modlińska, polska dziennikarka
- Alice Robinson, nowozelandzka narciarka alpejska
- Alicja Rosolska, polska tenisistka
- Alice Sebold, amerykańska pisarka
- Alicia Silverstone, amerykańska aktorka
- Alice Walker, amerykańska pisarka
- Alice Weidel, niemiecka polityk i konsultantka
- Alicja Solska-Jaroszewicz, polska dziennikarka, żona premiera Piotra Jaroszewicza
- Alicja Żebrowska, polska artystka współczesna
- Alicja Szemplińska, polska piosenkarka

## Postacie fikcyjne
- Alicja z Alicji w Krainie Czarów
- Alicja Sielezniewa z cyklu książek Kira Bułyczowa
- Alicja Spinnet z „Harry’ego Pottera”
- Alicja Longbottom z Harry’ego Pottera
- Alicja Szymczyszyn z serialu Oficerowie
- Alice z filmu Resident Evil
- Alicia Baker z serialu „Tajemnice Smallville”
- Ala – bohaterka w dramacie Tango
- Alice Cullen – bohaterka literacka z serii Zmierzch Stephenie Meyer
- Alicja Makota z książki Ala Makota
- Alice z cyklu powieści Kroniki Wardstone Josepha Delaneya
- Ala z elementarza
- Alice Baskerville z anime i mangi Pandora Hearts
- Alicja z mangi Are you Alice?
- Ala z książki Krzywe 10 Ewy Nowak
- Alice z książki Syrenka Camilli Lackberg
- Alicja Szymańska z serialu telewizyjnego Lekarze
- Alicja Hansen z książek Joanny Chmielewskiej
- Alice Hyatt, tytułowa bohaterka filmu Martina Scorsese Alicja już tu nie mieszka
- Alicja z powieści Ostatni Mohikanin
- Alicia Clark z serialu „Fear the Walking Dead”